# Melitaea romanovi
Melitaea romanovi är en fjärilsart som beskrevs av Grum-grshimailo 1891. Melitaea romanovi ingår i släktet Melitaea och familjen praktfjärilar. Inga underarter finns listade i Catalogue of Life.